# Kikuyu
I Kikuyu o Gikuyu (nomi trascritti anche come Kĩkũyũ o Gĩkũyũ) sono il gruppo etnico più numeroso del Kenya, dove rappresentano il 17% della popolazione totale al 2019. Parlano la lingua gikuyu o kikuyu. Il loro territorio tradizionale è il fertile altopiano centrale del Kenya, che essi coltivano.

## Storia

Danza rituale dei Kikuyu.

La storia antica dei Kikuyu è strettamente legata a quella degli altri popoli bantu della zona del Monte Kenya. Ritengono che gli altri gruppi etnici di questa zona fossero originariamente Kikuyu essi stessi, e che il dio Ngai li abbia divisi (e trasferiti altrove) per evitare che i Kikuyu diventassero troppo numerosi. Essi ritenevano di essere i prediletti di Ngai e difesero sempre strenuamente la loro terra; particolarmente conflittuale fu il rapporto con i Masai.
I Kikuyu furono uno dei gruppi etnici più ostili ai colonizzatori inglesi. Secondo un racconto tramandato dagli anziani, il saggio Moro wa Kebiro aveva previsto che i "Mothongo" ("coloro che passano", ovvero gli inglesi che i Kikuyu avvistavano a volte nei pressi del loro territorio) avrebbero portato la carestia e il pianto: "non permettete che passino accanto alle vostre case, perché subito le vorranno". Nelle lotte per l'indipendenza keniota i Kikuyu svolsero un ruolo notevole; da questa etnia proveniva anche la gran parte dei ribelli Mau-Mau. Il primo Presidente del Kenya, Jomo Kenyatta, era un Kikuyu.

## Cultura

### Mito dell'origine e religione

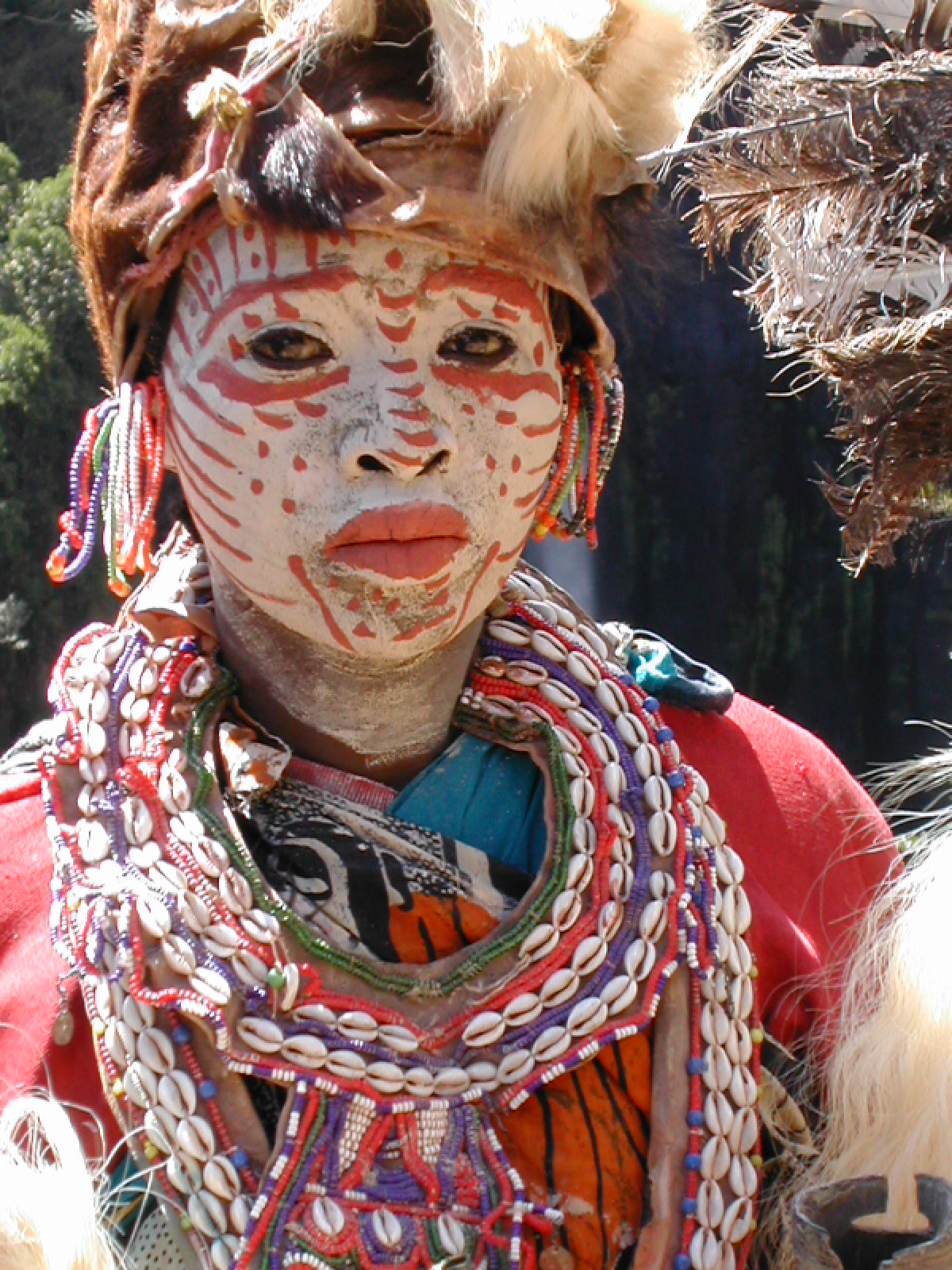
Donna Kikuyu

Nella religione tradizionale kikuyu esiste un solo dio, chiamato Ngai o Mogai (adorato anche da Maasai e Kamba). Ngai vive sulla cima del Monte Kenya, che i Kikuyu chiamano KirinYaga o KerenYaga; qui egli assume la forma di MweneYaga, "potere soprannaturale". All'origine dei tempi, Ngai creò l'acqua, la terra, la foresta, la savana, le montagne e il deserto. Poiché si sentiva solo, cercò un compagno nel suo cuore, e trovò un uomo buono e giusto di nome Kikuyu, che lo venerava. Ngai portò Kikuyu sul Monte Kenya, per mostrargli dall'alto il mondo che aveva preparato per lui. Quindi, disse a Kikuyu di costruire la propria casa a Mokorwe wa Gathanga, dove crescono i fichi selvatici sacri, Mikoyo.
Quando Kikuyu giunse a Mokorwe wa Gathanga, specchiandosi nell'acqua, vide alle proprie spalle la donna, e la chiamò Mumbi, "la modellatrice". Da Mumbi Kikuyu ebbe nove figlie: Acira, Agaciko, Airimo, Ambui, Angare, Angiru, Angui, Etaga e Aiterando. Kikuyu pregò Ngai di dar loro marito, e Ngai creò per loro nove uomini, a condizione che tutti vivessero accanto al padre, che le donne fossero capofamiglia e che loro fossero gli attrezzi per lavorare i campi. Dalle nove famiglie nacquero i nove principali clan (muherega) dell'etnia kikuyu, i cui nomi ricordano quello delle madri ancestrali (Wacira, Wagaciko, Wairimo, Wambui, Wangare, Wangiru, Wangui, Wetaga e Waiterando).
Col passar del tempo, le donne si fecero crudeli e autoritarie, imponendo agli uomini anziani compiti troppo gravosi e praticando la poliandria con i più giovani. Per opporsi a queste ingiustizie, gli uomini si misero d'accordo in modo da mettere incinte tutte le donne nello stesso momento, in modo da poter approfittare della loro debolezza e riprendere il potere conquistando gli attrezzi per lavorare i campi. La rivolta ebbe successo e mise fine al matriarcato presso i Kikuyu. Venne ripristinato il rispetto degli anziani e i lavori più gravosi furono affidati agli uomini giovani. Il potere fu affidato a capi-clan anziani, ma anche questi finirono per abusare del proprio potere. Una generazione di giovani chiamata Mwangi si ribellò e stabilì le basi del nuovo sistema Irongo, nel quale giovani e anziani si sarebbero alternati al potere ogni quarant'anni circa, durante la cerimonia dell'Itikwa.

### Società

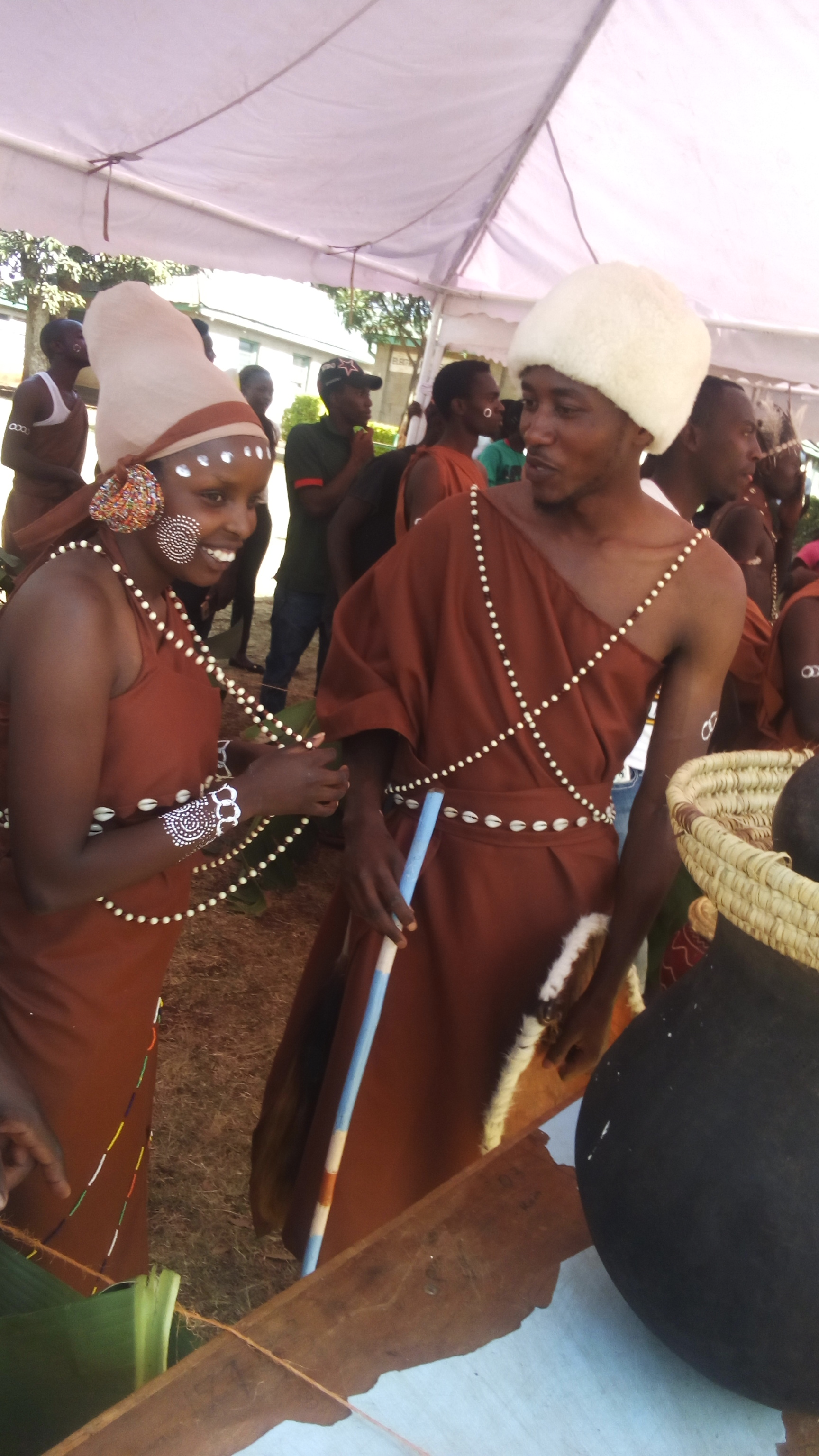
Uomo e donna Kikuyu nel 2020 in Kenya.

Quando i Kikuyu incontrarono gli Europei, la società kikuyu era ancora basata sull'Irongo. Durante il colonialismo, gli inglesi si opposero a questo sistema e lo abolirono definitivamente nel 1925.
Attualmente, la società kikuyu è organizzata secondo tre tipi di strutture: la famiglia, con discendenza patrilinea, la tribù (mbari), e una suddivisione basata sull'età e sul sesso (i riika). Il potere è esercitato da un complesso sistema di assemblee (kiama) di diversi livelli e con diversi gradi d'autorità, ma sempre con meccanismi decisionali basati sul consenso collegiale. Il passaggio di un individuo da un kiama a un altro di livello superiore è associato a requisiti relativi alla struttura familiare (per esempio, il numero di figli) e viene pagato con una capra da sacrificare durante la cerimonia della "promozione".
Fatta eccezione per i convertiti al Cristianesimo, i Kikuyu sono poligami. La moglie più anziana gode di un particolare rispetto ma non esiste una struttura gerarchica vera e propria fra le mogli. Ogni moglie accudisce i propri figli; il legame fra fratellastri è sentito ma molto inferiore rispetto a quello fra fratelli figli della stessa madre.
I Kikuyu sono un popolo di agricoltori, e il tema del possesso della terra è onnipresente nella loro cultura; per esempio, i giuramenti vengono fatti con una manciata di terriccio in mano. Ai giovani maschi appartenenti al gruppo d'età dei guerrieri è affidato il compito fondamentale di proteggere il terreno. La terra è considerata proprietà familiare, e il capofamiglia può disporne; alla sua morte, questo potere passa al figlio maggiore.

### Riti tradizionali
Uno dei primi riti nella vita di un Kikuyu è la perforazione del bordo superiore dell'orecchio (ndoghera), intorno ai 4 o 5 anni. Il lobo viene perforato intorno agli 11 anni, e in quella circostanza il padrino (uno zio materno) riserverà alcune delle proprie capre, che serviranno in seguito per pagare il prezzo associato ai successivi riti di passaggio. Il processo del passaggio all'età adulta si completa con la circoncisione (intorno ai 12-15 anni; un tempo questa cerimonia si teneva più tardi, fra i 18 e i 20). L'iniziazione delle donne culmina invece nella clitoridectomia.
Il rito successivo all'iniziazione all'età adulta è il matrimonio. Le ragazze in età da marito indossano i loro gioielli migliori, e il pretendente si presenta alla famiglia con una frase convenzionale: "non mi chiedete cosa mi ha portato a farvi visita?". Segue un periodo di trattativa per stabilire l'ammontare della dote che la famiglia dello sposo verserà alla madre della sposa. Il matrimonio è preceduto da un "rapimento" rituale della sposa da parte delle donne della famiglia dello sposo, che portano la ragazza nella capanna dello sposo, fra canti e danze. Quando i due novelli sposi escono dalla capanna, la moglie prende dal fuoco una spalla di capra arrostita e pronuncia un'altra frase rituale: "anche quando non sarai in grado di provvedere al tuo stesso cibo, resterò al tuo fianco". Le donne del clan della sposa ripetono lo stesso gesto rivolgendosi ai parenti maschi dello sposo, dicendo: "siamo ormai parenti". La sposa quindi versa del latte fermentato detto ucciorro allo sposo, e dice: "d'ora in poi sarò io a ubriacarti". Lo sciamano (mondomogo) conclude la cerimonia invocando gli spiriti.

## Kikuyu celebri
All'etnia kikuyu appartengono sia Jomo Kenyatta, primo Presidente del Kenya, che Mwai Kibaki, terzo presidente. Uno dei più celebri autori della letteratura africana, Ngugi wa Thiong'o, è un kikuyu; dopo le prime opere in inglese, Ngugi ha preso a scrivere soprattutto in gikuyu e swahili.
Wangari Maathai, Premio Nobel per la pace nel 2004, appartiene all'etnia Kikuyu.
Kimani Maruge, uomo entrato nel guinness dei primati per essere la persona più anziana ad essersi iscritta alla scuola primaria.